# Stefan Zweig

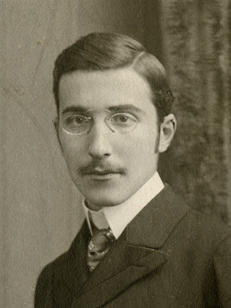
Stefan Zweig omkring 1900.

Stefan Zweig, född 28 november 1881 i Wien, Österrike-Ungern, död 22 februari 1942 i Petrópolis, Rio de Janeiro, Brasilien (självmord), var en österrikisk författare av judisk börd. Zweig var en av sin tids mest uppburna författare, läst och beundrad världen över, tills den politiska situationen drev honom i landsflykt efter Adolf Hitlers maktövertagande 1933 och hans böcker förbjöds.

## Biografi

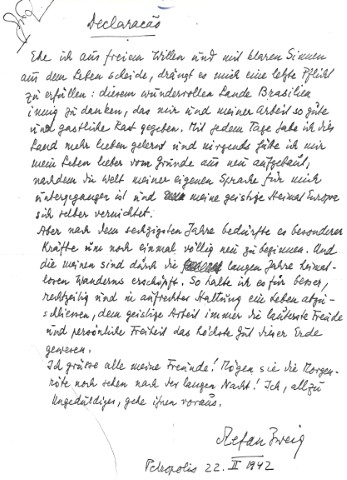
Stefan Zweigs självmordsbrev.

På ett hotellrum i Brasilien 1939–1941 nedtecknade Stefan Zweig fritt ur minnet sin sedermera legendariska skildring av det gamla Europas undergång. Epoken fin de siècles Wien, första världskriget, hyperinflationen, nationalsocialismens uppkomst och vägen fram till krigsutbrottet 1939 beskrivs i Världen av i går: en europés minnen. Här finns även porträtt av vännerna Rainer Maria Rilke, James Joyce och Sigmund Freud. Efter att ha skrivit detta vittnesbörd till eftervärlden tog Zweig sitt liv tillsammans med hustrun. Zweigs bok är en av de stora vittnesskildringarna från Europa under första hälften av förra seklet, om förföljelse och förnedring av judar, om fientlighet mot konst och fritt tänkande. Boken utkom första gången i Sverige 1942 och har varit inflytelserik sedan dess. Den har sedermera gett inspiration till regissören Wes Andersons film The Grand Budapest Hotel (2014).
Zweigs författarskap tog fart på allvar under 1920-talet och hans stjärna steg snabbt. Han tillbringade långa perioder i Paris och Berlin – och till hemmet i Salzburg kom gäster som Thomas Mann, Romain Rolland, James Joyce, Arthur Schnitzler och Richard Strauss.
Stefan Zweigs verk brändes under bokbålen i Nazityskland på 1930-talet. Efter nazisternas maktövertagande i Tyskland i januari 1933 såg sig Zweig tvungen att 1934 lämna Österrike på grund av sin judiska härkomst. Zweig skrev lyrik, noveller, romaner, dramatik och essäistik.
Zweig har skrivit essäsamlingen Sternstunden der Menschheit (Ödestimmar) från 1927 samt ett större antal personporträtt, såsom Maria Stuart från 1935 och Marie Antoinette från 1933.

## Verk i svensk översättning
(Översättning Hugo Hultenberg om ej annat anges)
- Komedianten : ett spel från tyska rokokon (översättning och regi Anders de Wahl, Bonnier, 1919) (Der verwandelte Komödiant : Ein Spiel aus dem deutschen Rokoko)
- Den stora hemligheten (anonym översättning?, Helsingfors, 1921) (Brennendes Geheimnis)
- Känslornas irrvägar : tre noveller (översättning Fanny von Wilamowitz-Moellendorff, Wahlström & Widstrand, 1927). Ny utgåva (Skoglund, 1945) med titeln Kedjan  (Die Kette [Verwirrung der Gefühle]) i översättning av Hugo Hultenberg
- Joseph Fouché : en politikers porträtt (översättning Hugo Hultenberg, Norstedt, 1930). Ny utgåva (Skoglund, 1948) med titeln Fouché, hertig d’Otrante  (Joseph Fouché)
- Ödestimmar : fem historiska miniatyrer (översättning Karin Boye, Ringförlaget, 1932) (Sternstunden der Menschheit). Karin Boyes översättning reviderad av Hugo Hultenberg med titeln Odödliga ögonblick i mänsklighetens historia (Skoglund, 1938)
- Själslig läkekonst : Mesmer – Christian science – Freud (Skoglund, 1932) (Die Heilung durch den Geist)
- Amok : noveller om den stora lidelsen (Skoglund, 1933) (Amok : Novellen einer Leidenschaft)
- Marie Antoinette : en olycklig drottnings historia (översättning Erland Rådberg, Bonnier, 1933)
- Maria Stuart (Skoglund, 1935) (Maria Stuart)
- Erasmus av Rotterdam (översättning Erland Rådberg, Bonnier, 1935) (Triumph und Tragik des Erasmus von Rotterdam)
- Den outgrundliga hemligheten : romantiska och andra berättelser (Skoglund, 1936) (Kaleidoskop)
- Magellan : mannen och hans bragd (Skoglund, 1937) (Magellan : der Mann und seine Tat)
- Hjärtats oro : roman (Skoglund, 1939) (Ungeduld des Herzens)
- Möten med människor, böcker och städer (Skoglund, 1940) (Begegnungen mit Menschen, Büchern, Städten)
- Brasilien : framtidslandet (Skoglund, 1941) (Brasilien : der Land der Zukunft)
- Våld och rätt : Castellio contra Calvin (Skoglund, 1942) (Castellio gegen Calvin oder ein Gewissen gegen die Gewalt)
- Världen av i går : en europés minnen (Skoglund, 1943) (Die Welt von Gestern). Ny utgåva med Hugo Hultenbergs översättning reviderad av Anna Bengtsson (översättare) (Ersatz, 2011)
- Schack, Amok och andra noveller (Skoglund, 1943) (Schachnovelle och Amok). Ny utgåva (Wahlström & Widstrand, 1975) med titeln Schack : Amoklöparen
- Tre mästare : Balzac, Dickens, Dostojevskij (Skoglund, 1944) (Drei Meister)
- Tiden och världen : samlade essayer och föredrag 1904–1940 (Skoglund, 1944) (Zeit und Welt)
- Kedjan ; Amerigo : berättelsen om ett historiskt misstag (Skoglund, 1945) (Die Kette [Verwirrung der Gefühle] och Amerigo : Die Geschichte eines historischen Irrtums)
- Casanova, Stendhal, Tolstoj : liv som blev dikt (Skoglund, 1947)
- Balzac : romanen om en diktares liv (Skoglund, 1947) (Balzac)
- Förvandlingens rus (översättning Susanne Widén-Swartz, Alba, 1983) (Rausch der Verwandlung)

## Verk på originalspråk
- (på tyska) Kleine Chronik : vier Erzählungen. Leipzig. 1929. Libris 1895607. http://libris.kb.se/bib/1895607
- (på tyska) Die Welt von Gestern : Erinnerungen eines Europäers. Stockholm. 1942. Libris 3201431. http://libris.kb.se/bib/3201431?vw=short
- Sternstunden der Menschheit : zwölf historische Miniaturen. Frankfurt am Main. 1943. Libris p5rgkzvjm0hdw5t2. https://gupea.ub.gu.se/2077/73869